# Tritneptis doris
Tritneptis doris är en stekelart som beskrevs av Burks 1971. Tritneptis doris ingår i släktet Tritneptis och familjen puppglanssteklar. Inga underarter finns listade i Catalogue of Life.